# Schefflera suaveolens
Schefflera suaveolens är en araliaväxtart som beskrevs av David Gamman Frodin. Schefflera suaveolens ingår i släktet Schefflera och familjen araliaväxter. Inga underarter finns listade.